# Reither See
Der Reither See ist ein 1,45 ha großer See im Tiroler Bezirk Kufstein. Er liegt direkt beim Ortskern der Gemeinde Reith im Alpbachtal und wird als Badegewässer genutzt. Der Zufluss teilt sich je zur Hälfte auf Grundwasser und einen Quellbach auf, der Abfluss besteht in einem 1972 angelegten Olszewski-Rohr, dessen Einlass bei etwa 8 Meter im tiefsten Bereich des Sees liegt. Die künstliche Tiefenwasserableitung konnte beim Reither See die beabsichtigte Verbesserung der Wasserqualität erreichen, wobei die Sichttiefe von weniger als 2 m für Tiroler Seen trotzdem unterdurchschnittlich ist.